# كيفن وارويك
كيفن وارويك(بالإنجليزية: Kevin Warwick) ولد في 9 فبراير 1954 بكوفنتري، المملكة المتحدة هو أستاذ علم التحكم الآلي في جامعة ريدينج ، بيركشاير في المملكة المتحدة. معروف بدراساته للتفاعل المباشر بين الحاسب الآلي والجهاز العصبي البشري، قام بعمل بحث في ميدان علم الروبوت. وقد قام بزرع مجسات إلكترونية وشريحة إلكترونية داخل يده ليقوم جهازه العصبي بارسال إشارات الحركة من الدماغ لتلتقطها المجسات الإلكترونية وتحولها لحركة.

## سيرة حياته
ولد كيفن وارويك عام 1954 في في كيريسلي، كوفنتري، في المملكة المتحدة والتحق مدرسة لورانس شريف في رغبي، وركشير، حيث عاصر الممثل آرثر بوستروم. ترك المدرسة في عمر السادسة عشرة لبدء تدريب مع شركة الاتصالات البريطانية. حصل في عام 1976 على شهادته الأولى من جامعة أستون، ثم حصل على درجة الدكتوراه وقام بعمل بحثي في كلية لندن الإمبراطورية.
شغل مناصب في كلية سوميرفيل في أكسفورد، وجامعة نيوكاسل، وجامعة وارويك، وجامعة ريدينغ، قبل أن ينتقل إلى جامعة كوفنتري في عام 2014.
وارويك مهندس ينتمي لمجلس المهندسين البريطانيين، وهو زميل في مؤسسة الهندسة والتكنولوجيا وزميل في معهد لندن للهندسة والتكنولوجيا. وهو أستاذ زائر في الجامعة التقنية التشيكية في براغ، وجامعة ستراثكلايد، وجامعة بورنموث، وجامعة ريدينغ، وفي عام 2004 كان زميل بيكمان كبيرًا في جامعة إلينوي في الولايات المتحدة. يشغل أيضًا منصبًا في المجلس الاستشاري لمختبر الحوسبة في جامعة كارنيغي ميلون، ومركز سنتر أوف إنترميديا جامعة إكسيتر.
عند وصوله لسن الأربعين، حصل على درجة الدكتوراه (درجة الدكتوراه العليا) من قبل كل من كلية لندن الإمبراطورية والأكاديمية التشيكية للعلوم في براغ، وذلك لعمله البحثي في مجالين غير مرتبطتين على الإطلاق. حصل على ميدالية الإنجاز لجمعية الهندسة والتقنية، وميدالية مونتباتن لجمعية الهندسة والتقنية، وحصل في عام 2011 على ميدالية إليسون-كليف من الجمعية الملكية للطب. في عام 2000، قدم وارويك محاضرات المعهد الملكي لعيد الميلاد بعنوان «قيام الروبوتات».

## مجالات بحثه
يجري وارويك أبحاثًا في مجال الذكاء الصناعي، وهندسة الطب الحيوي، وأنظمة التحكم والروبوتات. دار معظم عمل وارويك المبكر حول مجال التحكم المتكيف للوقت المستقطع. قدم أو مُتحكم ذاتي التوليف لفضاء الحالة ووحّد تمثيلات الوقت المستقطع لفضاء الحالة لنماذج الانحدار الذاتي والمتوسط المتحرك. له أيضًا اسهامات في مجال الرياضيات وهندسة الطاقة وآلات الإنتاج الصناعي.

### الذكاء الصناعي
أدار وارويك مشروعًا بحثيًا ممولًا من مجلس بحوث الهندسة والعلوم الفيزيائية، حول استخدام تقنيات التعلم الآلي والذكاء الاصطناعي من أجل تحفيز وترجمة أنماط النشاط الكهربائي من الشبكات العصبية الحية من أجل استخدام الشبكات في التحكم بالروبوتات المتحركة. بالتالي فإن عملية السلوك لأي روبوت كانت مستقاة من دماغ حي.
سابقًا، ساعد وارويك في تطوير خوارزمية جينية اسمها «جيرشوين»، والتي أظهرت إبداعًا في إنتاج أغانٍ شعبية، متعلمة ما يجعل أغنية ما شهيرة عبر الاستماع إلى أمثلة للأغاني الناجحة السابقة. ظهر خوارزمية جيرشوين في برنامج عالم الغد التابع لهيئة الإذاعة البريطانية (بي بي سي)، بعد استخدامه بشكل ناجح من أجل مزج موسيقى لمانوس، وهي مجموعة تتألف من أربعة أخوة يصغرون أخاهم إلفيس كوستيلو.
من بين مشاريع واريك التي شملت الذكاء الاصطناعي أيضًا رأس الروبوت، مورغوي. استُخدم الرأس، الذي امتلك خمس حواس (الرؤية، الصوت، الأشعة تحت الحمراء، الموجات فوق الصوتية والرادار) للتحقيق في دمج بيانات الاستشعار. حصل الاختراع على التصنيف إكس لجنة جامعة أبحاث القراءة والأخلاق نظرًا لقدرته على تخزين الصور. على أي فرد يقل عمره عن 18 عام يودّ التعامل مع الروبوت الحصول على موافقة والديه.
عبر وارويك عن آرائه بخصوص المستقبل، خصوصًا فيما يتعلق بالذكاء الصناعي وأثره على الجنس البشري. يقول إنه على البشرية استخدام التكنولوجيا لتعزيز نفسها تجنبًا لتفوق الآلات عليها. يقول بأن العديد من القيود البشرية، مثل القدرات الحسية والحركية يمكن أن تتفوق عليها الآلات، وقال في محضر أنه يريد اكتساب هذه القدرات: «لا أريد أبدًا أن أبقى مجرّد إنسان».

## روابط خارجية
- كيفن وارويك على موقع IMDb (الإنجليزية)
- كيفن وارويك على موقع قاعدة بيانات الفيلم (الإنجليزية)
- كيفن وارويك على موقع كينوبويسك (الروسية)